# Översvämningen i Mississippifloden 2011

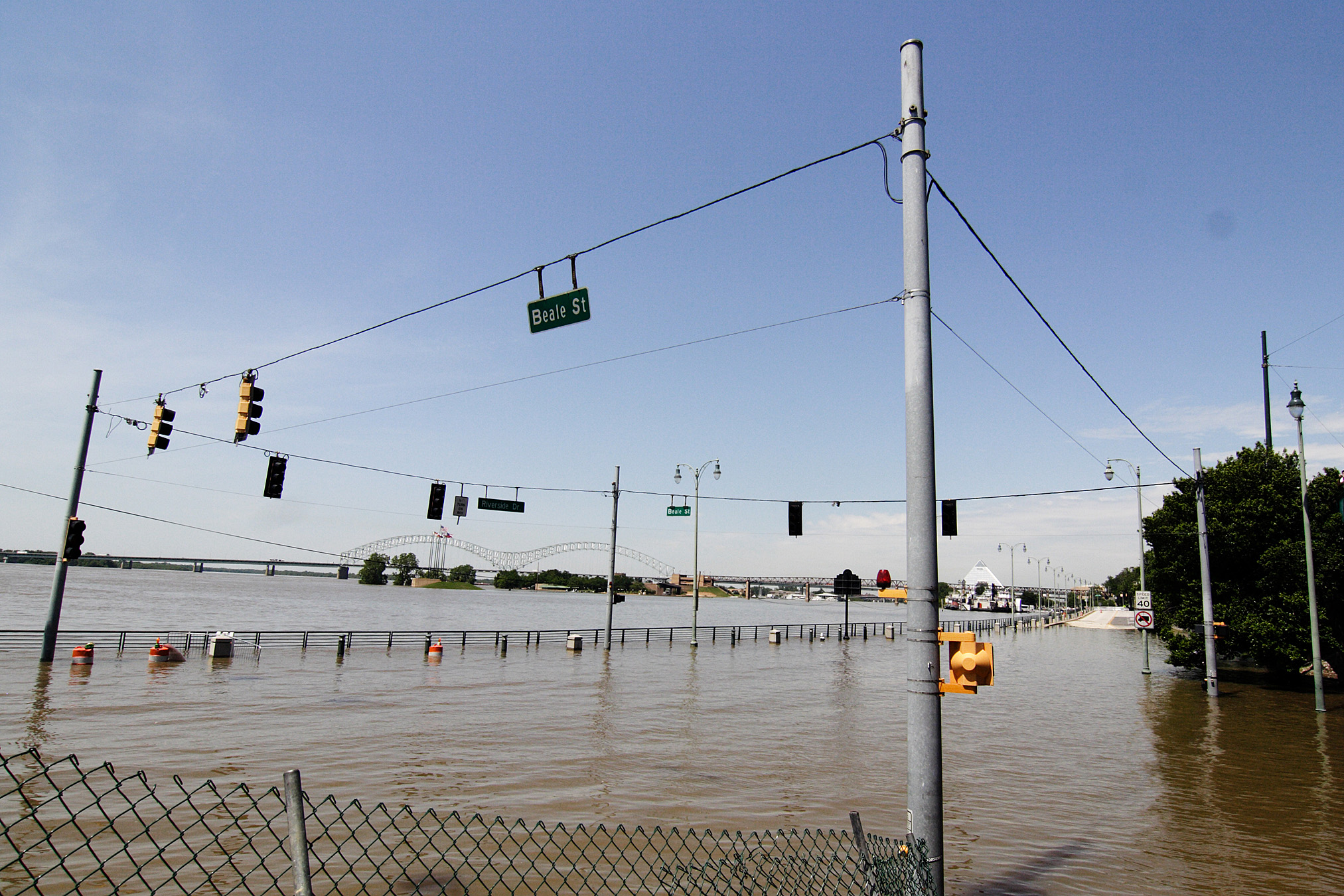
Översvämning

Översvämningen i Mississippifloden i april och maj 2011 var en av de största som noterats. I april kom enorma mängder regn, genom två större oväder, och därefter drabbades stora delar av regionen runt Mississippifloden av översvämningar. Främst drabbades Illinois, Missouri, Kentucky, Tennessee, Arkansas, Mississippi och Louisiana. Tusentals hem evakuerades och USA:s president Barack Obama deklarerade de västra delarna av Kentucky, Tennessee och Mississippi som federala katastrofområden. 